# Lithacodia albiterminata
Lithacodia albiterminata är en fjärilsart som beskrevs av W. Warren 1914. Lithacodia albiterminata ingår i släktet Lithacodia och familjen nattflyn. Inga underarter finns listade i Catalogue of Life.